# Oberviechtach

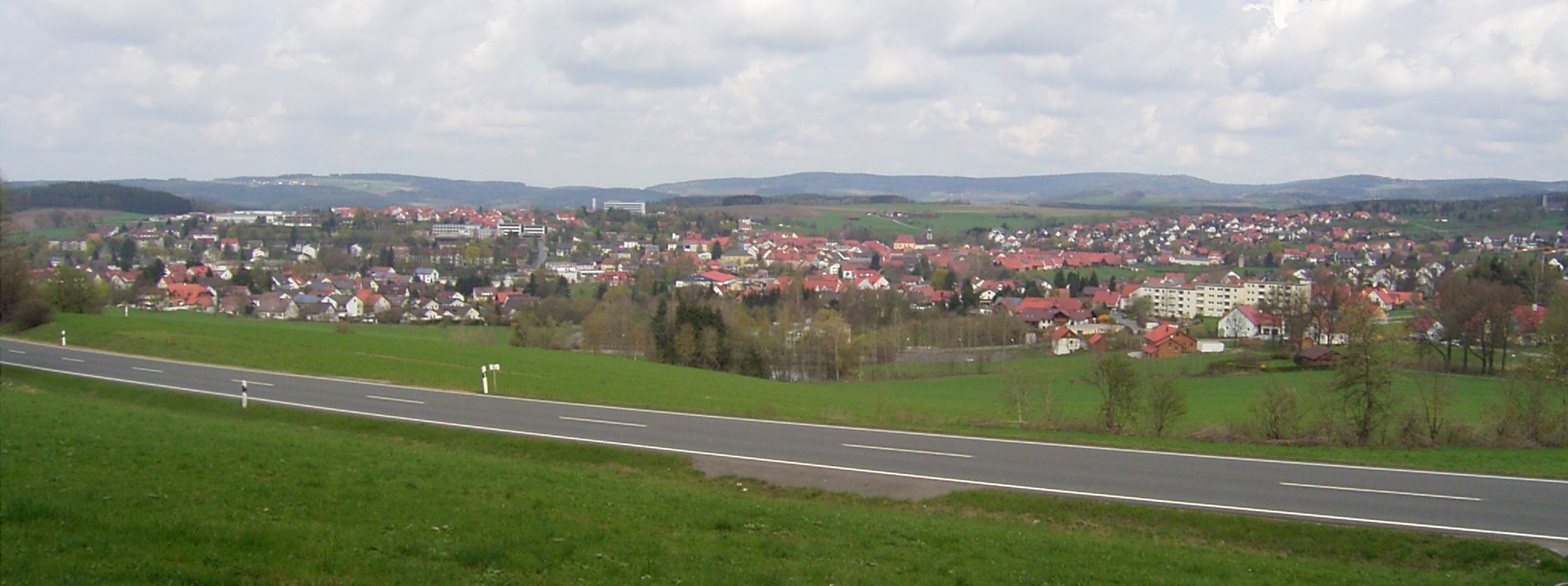
Oberviechtach

Oberviechtach este un oraș din districtul Schwandorf, regiunea administrativă Palatinatul Superior, landul Bavaria, Germania.